# Xanthopimpla fastigiata
Xanthopimpla fastigiata är en stekelart som beskrevs av Krieger 1915. Xanthopimpla fastigiata ingår i släktet Xanthopimpla och familjen brokparasitsteklar. Utöver nominatformen finns också underarten X. f. evittipes.